# Tour de France 1921
| 15. Tour de France 1921 – Endstand |                     |                           |
| Streckenlänge                      | 15 Etappen, 5485 km | 15 Etappen, 5485 km       |
| Toursieger                         | Léon Scieur         | 221:50:26 h (24,725 km/h) |
| Zweiter                            | Hector Heusghem     | + 18:36 min               |
| Dritter                            | Honoré Barthélémy   | + 2:01:00 h               |
| Vierter                            | Luigi Lucotti       | + 2:39:18 h               |
| Fünfter                            | Hector Tiberghien   | + 4:33:19 h               |
| Sechster                           | Victor Lenaers      | + 4:53:23 h               |
| Siebenter                          | Léon Despontin      | + 5:01:54 h               |
| Achter                             | Camille Leroy       | + 7:56:27 h               |
| Neunter                            | Firmin Lambot       | + 8:26:25 h               |
| Zehnter                            | Félix Goethals      | + 8:42:26 h               |

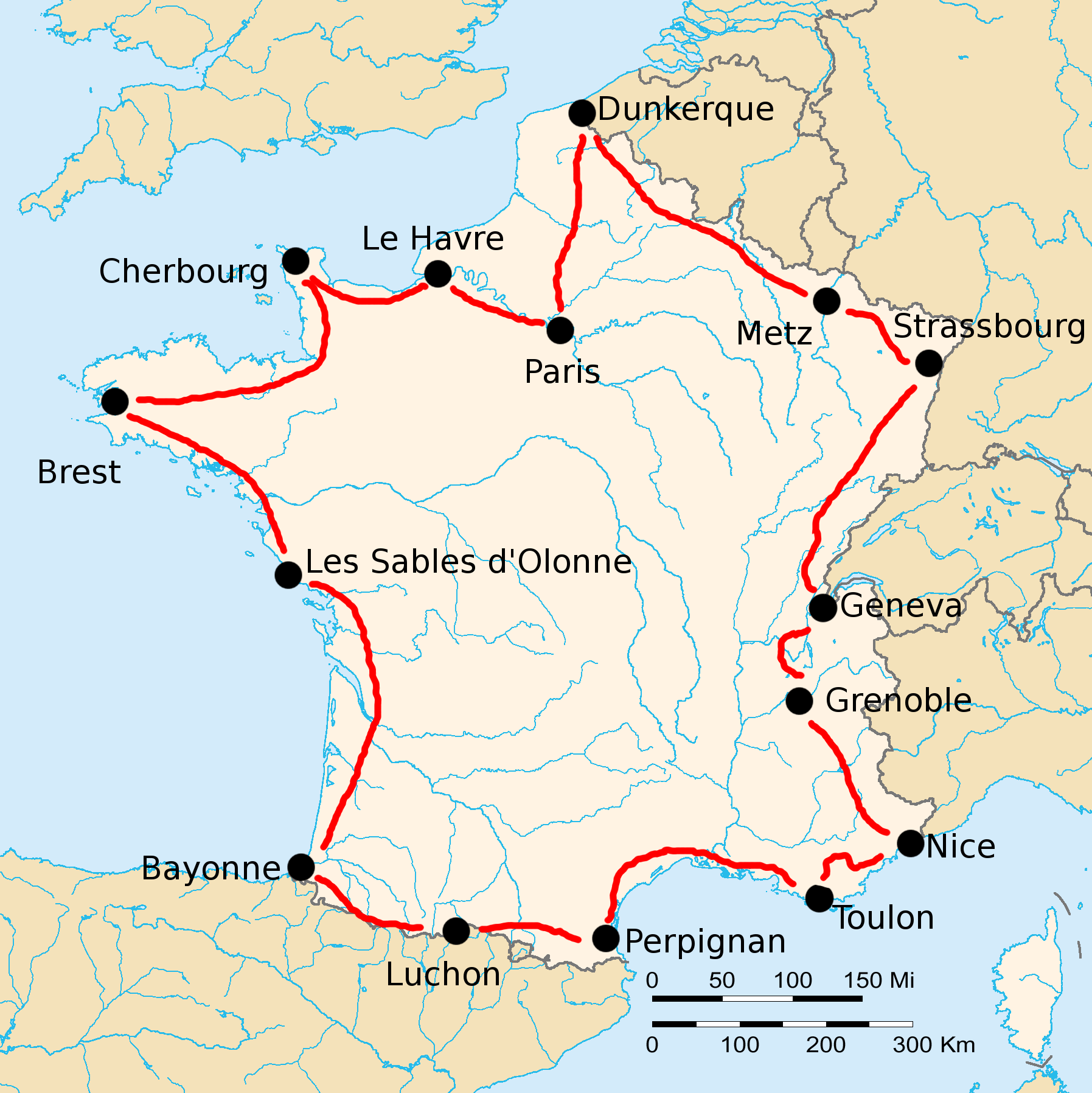
Streckenkarte der Tour de France 1921

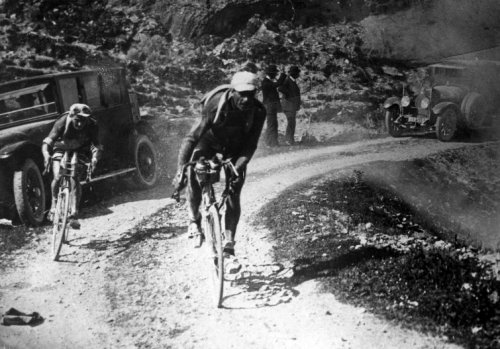
Léon Scieur, Gewinner der Tour de France 1921

Die 15. Tour de France fand vom 26. Juni bis 24. Juli 1921 statt. Auf 15 Etappen legten die 123 Fahrer, die in zwei Leistungsklassen aufgeteilt waren, 5484 km zurück. 38 Fahrer erreichten das Ziel.

## Rennverlauf
Die Route der Tour war sehr ähnlich wie der Kurs der Tour 1920: Nach dem Start in Argenteuil bei Paris ging es gegen den Uhrzeigersinn in die Bretagne, in die Pyrenäen, am Mittelmeer entlang über die Alpen und das Elsass zurück nach Paris, wo die Tour im Parc des Princes endete.
Der Belgier Léon Scieur übernahm mit dem Gewinn der dritten Etappe die Gesamtführung und konnte sie bis Paris verteidigen. Die 5484 km legte Scieur mit einem Schnitt von 24,720 km/h zurück. Scieur stammte aus demselben Dorf wie der frühere Toursieger Firmin Lambot, die beiden sind die einzigen Toursieger, die aus demselben Ort stammen. Honoré Barthélémy wurde wie im Vorjahr trotz zahlreicher technischer Defekte bester Franzose und kam im Gesamtklassement auf Rang drei.
Eine Neuerung der 15. Tour war, dass an den Rennrädern die Startnummer der Fahrer angebracht sein musste. Die starke Zunahme der Begleitfahrzeuge stellte die Tour-Organisatoren vor Probleme: Es kam zu regelrechten Staus, in denen auch einige Fahrer steckenblieben. Ein strikteres Reglement schaffte Abhilfe.

## Die Etappen
| Etappen    | Start – Ziel                  | km  | Etappensieger     | Gelbes Trikot |
| ---------- | ----------------------------- | --- | ----------------- | ------------- |
| 1. Etappe  | Argenteuil – Le Havre         | 388 | Louis Mottiat     | Louis Mottiat |
| 2. Etappe  | Le Havre – Cherbourg          | 364 | Romain Bellenger  | Léon Scieur   |
| 3. Etappe  | Cherbourg – Brest             | 405 | Léon Scieur       | Léon Scieur   |
| 4. Etappe  | Brest – Les Sables-d’Olonne   | 412 | Louis Mottiat     | Léon Scieur   |
| 5. Etappe  | Les Sables-d’Olonne – Bayonne | 482 | Louis Mottiat     | Léon Scieur   |
| 6. Etappe  | Bayonne – Luchon              | 326 | Hector Heusghem   | Léon Scieur   |
| 7. Etappe  | Luchon – Perpignan            | 323 | Louis Mottiat     | Léon Scieur   |
| 8. Etappe  | Perpignan – Toulon            | 411 | Luigi Lucotti     | Léon Scieur   |
| 9. Etappe  | Toulon – Nizza                | 272 | Firmin Lambot     | Léon Scieur   |
| 10. Etappe | Nizza – Grenoble              | 333 | Léon Scieur       | Léon Scieur   |
| 11. Etappe | Grenoble – Genf (CH)          | 325 | Félix Goethals    | Léon Scieur   |
| 12. Etappe | Genf (CH) – Straßburg         | 371 | Émile Masson sen. | Léon Scieur   |
| 13. Etappe | Straßburg – Metz              | 300 | Félix Sellier     | Léon Scieur   |
| 14. Etappe | Metz – Dunkerque              | 433 | Félix Goethals    | Léon Scieur   |
| 15. Etappe | Dunkerque – Paris             | 340 | Félix Goethals    | Léon Scieur   |